# بريسيلا ماتشادو
بريسيلا ماتشادو (بالبرتغالية: Priscila Machado‏) هي متسابقة ملكة الجمال وعارضة برازيلية، ولدت في 4 يناير 1986 في Farroupilha ‏ في البرازيل.